# Академија за есперанто
Академија за есперанто  оригинално: (есп. Akademio de Esperanto) је независна лингвистичка институција, чији је задатак да сачува и заштити основне принципе језика есперанто и да контролише и помаже његову еволуцију, исто као и код националних језичких академија.

## Историја
Претходница Академије је Језички комитет који је имао Вишу комисију' звану „Академија”. Године 1948. у оквиру реорганизације Језичког Комитета и његова „академија” су спојене у једно под именом „Академија за есперанто”.

## Језички комитет
Језички комитет основан је на Првом светском конгресу есперанта у Булоњу на мору 1905. и био је независна језичка институција, чији је циљ био да заштити и сачува основне принципе језика есперанто. Он је претеча Академије за есперанто и имао је Вишу комисију звану Академија од које је 1948. настала Академија за есперанто.

## Одлуке и препоруке
О именима држава ("Pri landnomoj " од 1974, 1985, 1989, 2003)

"О изведеним речима из речи „заједница” и „заједничин” (1990)

„Препорука за писање личних имена” (1989)
 I
… итд…

## Чланство
Чланство у академији стичу есперантисти- лингвисти, писци и други јавни радници признати од стране есперантске заједнице као добри познаваоци језика и есперантске културе.
Сада Академију за есперанто сачињава 45 Академика из разних земаља од којих су неки познати и изван есперантске заједнице.